# Coelorinchus longissimus
Coelorinchus longissimus är en fiskart som beskrevs av Matsubara, 1943. Coelorinchus longissimus ingår i släktet Coelorinchus och familjen skolästfiskar. Inga underarter finns listade i Catalogue of Life.